# Friedrich Bährens

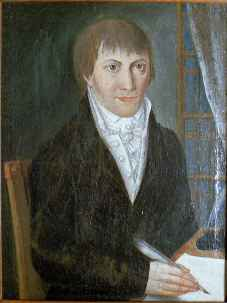
Friedrich Bährens um 1798

Johann Christoph Friedrich Bährens (* 1. März 1765 in Meinerzhagen; † 16. Oktober 1833 in Schwerte) war ein deutscher Hofrat, Arzt, Pfarrer, Naturforscher und Universalgelehrter.

## Jugend
Friedrich Bährens wurde als Sohn des Predigers und Rektors Conrad Heinrich Bährens in Meinerzhagen geboren. Seine Mutter, die Pastorentochter Johanna Dorothea Cath. geb. Glaser starb 1772, als Bährens erst sieben Jahre alt war. Auf Betreiben seiner Patentante ging er in Hagen, Gummersbach und schließlich in Lennep zur Schule, wo er vom Humanisten und Publizisten Gottlieb Erdmann Gierig (1752–1814) gefördert wurde. Von 1784 bis 1786 studierte er Theologie und Philosophie in Halle an der Saale und promovierte zum Dr. phil.

## Pädagogium in Meinerzhagen
Bährens kehrte mit dem Ziel nach Meinerzhagen zurück, ein Pädagogium zu gründen und dort sowohl Jungen als auch Mädchen eine höhere Schulbildung zuteilwerden zu lassen. Damit geriet er in Konflikt mit seinem Vater, der ebenfalls unterrichtete und um seine Gelder fürchtete. Der Streit landete vor Gericht. Bährens wollte schon aufgeben und die Stadt verlassen, er wurde jedoch zum Bleiben gedrängt. 1786 eröffnete er sein pädagogisches Institut Pflanzgarten für künftige Weltbürger. Es bot eine umfangreiche Ausbildung mit Unterricht in Latein, Griechisch, Französisch, Hebräisch, Italienisch, Arabisch, Religion, Naturgeschichte, Naturlehre, Weltgeschichte, Briefstil, Kunsttheorie, Redeübungen, Philosophie, Buchhaltung, Münzlehre, Geometrie und Rechnen. In seiner Hochzeit besuchten 30 zum Teil auswärtige Schüler das Pädagogium, für damalige Verhältnisse ein beachtlicher Erfolg. Doch finanzielle Probleme und ein längeres Leberleiden von Bährens, das wochenlang den Unterricht verhinderte, stürzten das Pädagogium in eine Krise, von der es sich nicht mehr erholen sollte. Staatsminister von Woellner schickte Bährens stattdessen nach Schwerte.

## Wechsel nach Schwerte
Im Jahr 1789 trat Bährens eine Stelle als dritter Prediger in der lutherischen Gemeinde der St.-Viktor-Kirche in Schwerte an. Damit verbunden war das Rektorenamt an der Lateinschule. So konnte Bährens das Unterrichten fortsetzen, erhielt aber gleichzeitig ein sicheres Gehalt. Das Konzept aus Meinerzhagen bewährte sich auch in Schwerte, die Schule wuchs, Bährens allein unterrichtete zehn Fächer. Er nahm bedürftige Schüler kostenfrei in die Schule auf. Mit dem Erfolg stellten sich aber auch Neider ein, insbesondere sein Vorgänger Wulfert, der eine weitere Schule als Konkurrenz in der südlichen Grafschaft Mark gründete. 1796 gelang es Bährens’ Gegnern, die Lateinschule in den Ruin zu treiben. Der Schaden für ihn selbst hielt sich jedoch in Grenzen, er unterrichtete bis an sein Lebensende weiterhin Privatschüler.

## Universalgelehrter und Schwerter Persönlichkeit

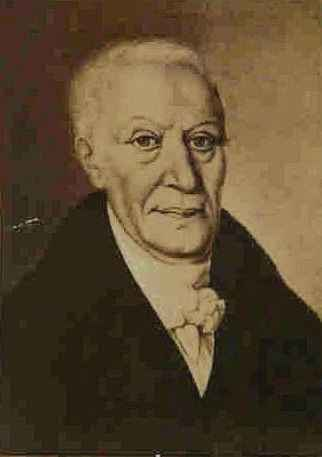
Bährens als Hofrat

### Arzt
Bereits neben seiner Unterrichtstätigkeit führte Bährens eine ärztliche Praxis; diese Tätigkeit weitete er immer mehr aus und promovierte 1798 zum Doktor der Medizin. 1802 führte er die erste Pockenschutzimpfung für die Bevölkerung in Schwerte und Umgebung durch. Er machte sich als Armenarzt verdient und behandelte Bedürftige unentgeltlich. In seinem Buch über den "Animalischen Magnetismus" beschrieb er seine Bemühungen, Patienten durch Handauflegen (Magnetisieren) zu heilen. Diese Methode war auch im Raum Dortmund/Schwerte sehr umstritten und führte zu heftiger Kritik an Bährens.

### Naturforscher und Erfinder
Er forschte auch in vielen anderen Bereichen, so erfand er die „Bährens’sche Boussole“, ein Instrument zur Verwendung in Astronomie und Landvermessung. Er interessierte sich für Magnetismus und das Glasschleifen, entwickelte eine verbesserte Elektrisiermaschine und sammelte Kräuter.

### Publizist
Bährens veröffentlichte eine fast unüberschaubare Anzahl von medizinischen, theologischen, philosophischen, pädagogischen, geschichtlichen und volkswirtschaftlichen Schriften und Büchern; seine Themen reichen von einem Lehrbuch, „die griechischen und lateinischen Klassiker zweckmäßig zu lesen“,  bis zu einer „Anweisung, den westphälischen Pumpernickel auf die beste Art zu bereiten, und ihn schmackhaft und gesund zu backen“. Er übersetzte aus dem Griechischen und Lateinischen, verfasste Lehrbücher für seine Schüler und schrieb Texte für den Westfälischen Anzeiger. Außerdem führte er die Schwerter Stadtchronik. Bährens brachte den "Westfälischen Anzeiger" und das "Bergische Archiv" heraus und zählte zu den bedeutendsten Publizisten seiner Zeit. Wegen seiner kritischen Haltung gegenüber der napoleonischen Besatzung der westlichen Provinzen Preußens wurde er verfolgt.

### Alchemist und Esoteriker
Bährens interessierte sich bereits früh für Alchemie. Gemeinsam mit Karl Arnold Kortum gründete er um 1796 die alchimistische „Hermetische Gesellschaft“, die anfangs nur aus den beiden Gründern bestand. Seine Kontakte reichten bis zum Badischen Hof, wo er unter anderem mit dem Leibarzt des Herzogs, Schrickel, korrespondierte. Er unterhielt Kontakte zu Freimaurern und Rosenkreuzern, seine Mitgliedschaft in diesen Bünden ist aber nicht belegt. Er war ein leidenschaftlicher Vertreter des von Messmer ins Leben gerufenen "Animalischen Magnetismus", stand im regen Austausch mit dem Berliner Arzt Wolfarth und verstand sich als Esoteriker. Nachgewiesen sind auch Kontakte zum Kreis der Swedenborgianer, deren prominentester Vertreter der damalige Iserlohner Landrat Müllensiefen war. Die esoterischen Interessen von Bährens beflügelten die Phantasie der Schwerter Bevölkerung und führten zu einer Legendenbildung um seine Person. So wurde Bährens die Fähigkeit zur Bilokation nachgesagt, und er soll nach seinem Tod mehrfach als Geist gesehen worden sein.

### Pfarrer und Pädagoge
Bährens stieg zum zweiten und 1821 schließlich zum ersten Prediger der lutherischen St.-Viktor-Gemeinde auf. In dieser Funktion kümmerte er sich um das Schulwesen in Schwerte und baute Schulen in den Ortsteilen Geisecke, Villigst und Holzen aus und führte die Schulaufsicht. Gemeinsam mit dem Prediger Haver rief er einen Verein zur Gesangsausbildung ins Leben, um seine Gemeinde im Kirchengesang zu schulen. Er engagierte sich auch für eine Vereinigung der lutherischen und reformierten Gemeinden in Schwerte; an dieser Aufgabe jedoch scheiterte er.
Viele Jahre leitete er darüber hinaus auch den Literarischen Verein der Grafschaft Mark, dem so prominente Mitglieder wie der Iserlohner Landrat Peter Eberhard Müllensiefen, der westfälische Oberpräsident Ludwig Freiherr von Vincke oder der Tuchfabrikant Friedrich von Scheibler angehörten.

### Stadtrat
Als Stadtrat machte Bährens sich vor allem um den Straßen- und Wegebau verdient. 1818 übernahm er den Vorsitz der Wegekommission. Unter seiner Führung wurden die Schwerter Straßen gepflastert, in den Ortsteilen die Wege ausgebaut. Außerdem sicherte er Schwerte den Stadtwald als städtischen Besitz; dies focht er in einem jahrelangen Rechtsstreit vor Gericht gegen Privatpersonen durch, die Anspruch darauf erhoben.

## Privatleben und Familie

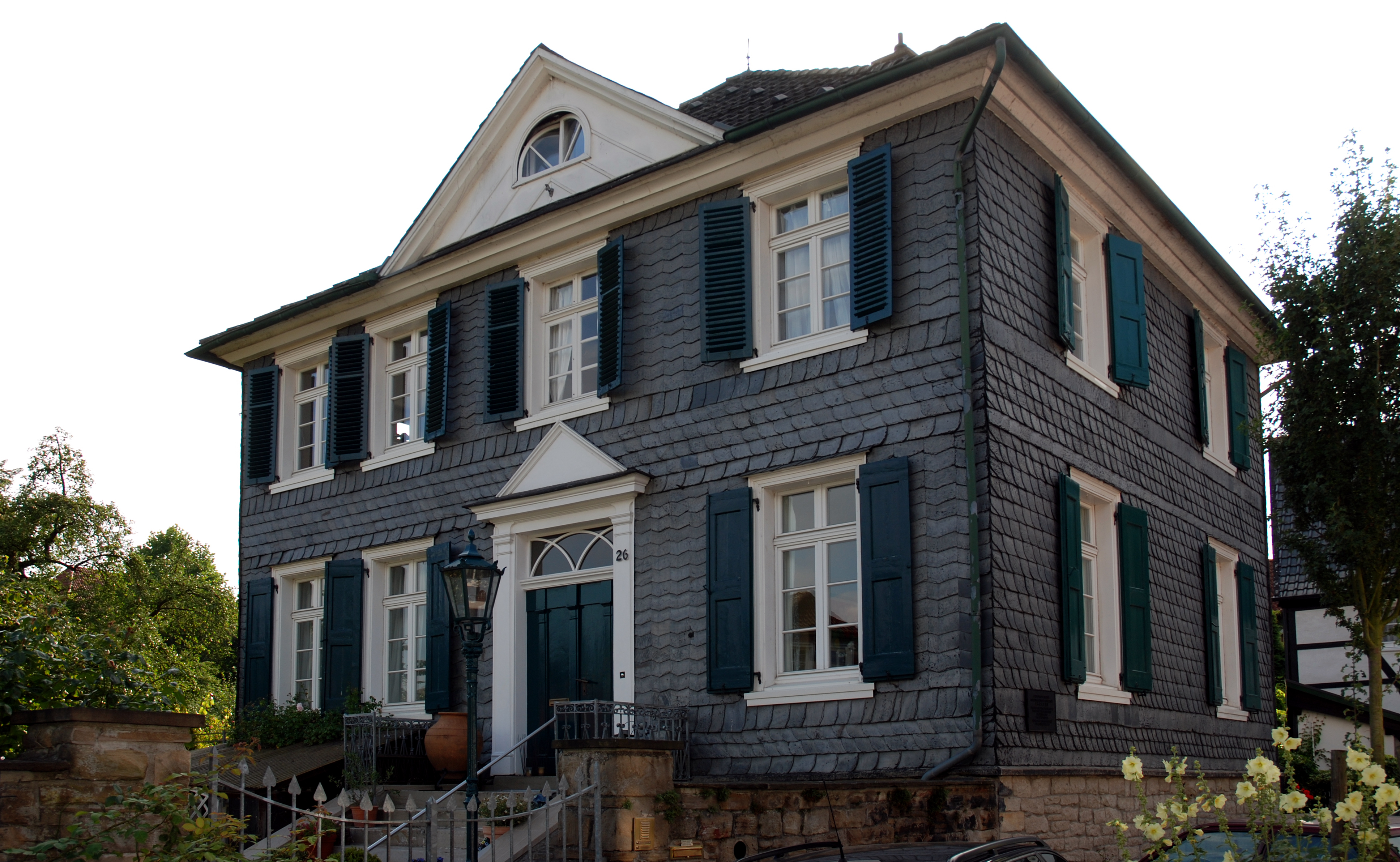
Denkmalgeschütztes „Bährens-Haus“ in Schwerte, errichtet um 1810 als Wohnhaus für Bährens

Friedrich Bährens heiratete am 29. Mai 1787 noch in Meinerzhagen gegen den Willen seines Vaters Christina Elisabeth Charlotte Weylandt. Sie hatten gemeinsam acht Kinder. Seine Ehefrau unterstützte Bährens bei seinen Forschungen. Sie starb am 17. April 1810 an einem Lungenleiden. Bährens entwarf für sie einen Grabstein aus Ruhrsandstein mit einer eingravierten Rose mit Dornen und der Widmung „So war sie“, er steht bis heute auf dem Kirchhof von St. Viktor.
Bährens starb am 16. Oktober 1833 im Alter von 68 Jahren als hochgeachtete Schwerter Persönlichkeit. Sein Grab liegt im heutigen Schwerter Stadtpark, den Bährens 1821 selbst als Totenhof (Friedhof) eingeweiht hatte.

## Ehrungen
Der badische Großherzog ernannte Bährens 1812 zum badischen Hofrat. 1833 zeichnete ihn der preußische König mit dem Roten Adlerorden IV. Klasse aus. In Meinerzhagen wurde eine Straße nach Christoph Friedrich Baehrens benannt und in Schwerte im Jahr 1952 das Friedrich-Bährens-Gymnasium (FBG).

## Werke
- Lehrbuch, die griechischen und lateinischen Klassiker zweckmäßig zu lesen. Hendel, Halle 1786
- Kritischer und exegetischer Versuch über den achten Psalm. Halle 1785 – Freymüthige Untersuchung über den Orkus der alten Hebräer. Hendel, Halle 1786
- Nachricht an alle Menschen- und Kinderfreunde des Westphälischen Publikums wegen eines zu Meinerzhagen in der Grafschaft Mark zu errichtenden Pädagogiums. Frankfurt/M. und Leipzig 1786
- Ueber den Werth der Empfindsamkeit, besonders in Rücksicht auf Romane. Nebst einer Nachschrift über den sittlichen Werth der Empfindsamkeit von J.A. Eberhard. Gebauer, Halle 1786
- Isocrates ad Nicoclem oratio, graece; denuo latine vertit, notis illustravit, prolusionemque de vera scriptores classicos interpretandi ratione praemisit. Halle, ohne Jahr
- Ueber den Patriotismus. Stück 1. Halle 1787
- Programm über die Art, Menschenglückseligkeit zu bestimmen. Köln 1787
- Teutsche Chrestomathie zur Bildung des Geschmacks und des Herzens, und zum Behufe des Übersetzens aus dem Teutschen ins Französische. Hermann, Frankfurt/M. 1788
- Programm über den Geist des Zeitalters. Dortmund 1790
- Programme 1 und 2 über die fortschreitende Ausbildung des Menschengeschlechts. Dortmund, 1791
- Beschreibung einer neuen astronomisch=geometrischen Boussole, welche aus einem Kompas, einer Aequinoktial=Sonnenuhr, einem Quadranten und einem astronomischen Sehrohr mit Libelle und einem mit einer Nuß versehenen verbesserten Stativ besteht, und womit die Zeit, die Mittagslinie, die Abweichung der Magnetnadel, die Pols= Aequator= und Sonnenhöhe, die Abweichung der Sonne und die wahre Horizontallage der Oerter oder der Unterschied davon gefunden, auch jede sowol zu= als unzugängliche Höhe, Tiefe und Distanz, mit leichter Mühe gemessen und berechnet werden kann / von Johann Christoph Friedrich Baehrens, der Philosophie Doktor, der freyen Künste Magister, evang. Luther. Prediger und Rektor zu Schwerte auch mehrerer Societäten Mitglied. J. E. Hendels, Halle 1793.
- Ueber den unschätzbaren Werth der Erlösung des Menschen durch Jesum. Köln 1795
- Das Glück der Bürgertreue. Eine Predigt. Dortmund 1796 Über das Westphälische Grobbrod oder den Pumpernickel. Dortmund 1797
- Über die einzig wahre Theorie der natürlichen und künstlichen Dungmittel. Blothe, Dortmund und Leipzig 1797
- De Scrimonia Ventricvli Acida: Dissertatio. Erlangen 1798 Digitalisat
- Anweisung, den westphälischen Pumpernickel auf die beste Art zu bereiten, und ihn schmackhaft und gesund zu backen. Mallinckrodt, Dortmund 1800
- Entwurf einer naturphilosophischen Einleitung in die Heilkunde. Schönian, Elberfeld und Leipzig; Büschler, Leipzig 1815.
- System der natürlichen und künstlichen Düngemittel, 2. Aufl., Dortmund und Leipzig 1801.
- Entwurf einer naturphilosophischen Einleitung in die Heilkunde, Leipzig 1815.
- Der Animalische Magnetismus und die durch ihn bewirkten Kuren, Elberfeld und Leipzig 1816.